# Диас Гандара, Даниэль
Даниэ́ль Ди́ас Га́ндара (исп. Daniel Díaz Gándara; род. 22 июня 2006, Торрелавега, Кантабрия) — испанский футболист, полузащитник клуба «Реал Сосьедад».

## Клубная карьера
Диас — воспитанник клубов «Расинг» и «Реал Сосьедад».

## Международная карьера
В 2024 году в составе юношеской сборной Испании Диас принял участие в юношеском чемпионате Европы в Северной Ирландии. На турнире он сыграл в матчах против сборных Дании, Турции и Франции.

## Достижения
Сборная Испании (до 19 лет)
- Победитель чемпионата Европы (до 19 лет): 2024